# Хрисанф (Клементьев)
Епи́скоп Хриса́нф (в миру Христофо́р Гаври́лович Клеме́нтьев; 1862, Кунгур, Пермская губерния — 15 октября 1931, Соликамск) — епископ Русской православной церкви, епископ Соликамский, викарий Пермской епархии.

## Биография
Родился в 1862 году в семье мещан города Кунгура. Получил домашнее образование. Обучался в Кунгурском уездном училище, но курса не окончил.
4 (16) февраля 1893 года, по увольнении из мещанского общества, принят послушником в Соликамский Свято-Троицкий монастырь. 21 октября того же года был пострижен в рясофор. 19 (31) марта 1894 года был пострижен в монашество.
29 мая (10 июня) 1894 года по представлению настоятеля епископом Пермским и Соликамским Петром (Лосевым) рукоположён в сан иеродиакона. 7 (19) августа 1895 года там же архиереем рукоположён в сан иеромонаха. 12 (25) июня 1900 года перемещён для служения к Крестовой церкви Пермского Архиерейского дома на третью вакансию. 9 (22) августа 1901 года Резолюцией епископа Пермского и Соликамского Петра назначен и.д. казначея Пермского Архиерейского дома.
14 (27) января 1904 года становится Председателем Комитета по постройке церкви Пермского Архиерейского дома и дома на даче в деревне Курьи. 13 (26) июня 1904 года епископ Пермский Иоанн (Алексеев) совершил закладку дачной церкви пермского архиерейского дома.
3 (16) августа 1904 года епископом Пермским и Соликамским Иоанном назначен и.д. эконома Пермского Архиерейского дома и настоятелем дачной церкви Пермского Архиерейского дома, которая сооружалась под руководством иеромонаха Хрисанфа на средства Архиерейского дома и благотворителей
1 (14) декабря 1904 года епископом Кунгурским Павлом (Поспеловым), временно управлявшим епархией, утверждён в должности эконома. 6 (19) мая 1905 года был возведён в сан игумена, а 17 (30) июня 1905 года епископом Пермским и Соликамским Никанором (Надеждиным) назначен Благочинным мужских монастырей Пермской епархии.
18 июня (1 июля) 1906 года епископ Никанор возглавил чин освящения новоустроенного храма во имя Равноапостольного Великого Князя Владимира и святителя Тихона Задонского. 6 (19) мая 1909 года был возведён в сан архимандрита.
8 (21) августа 1909 года указом Святейшего Синода вследствие избрания братией, представления Епархиального начальства определён Настоятелем Соликамского Свято-Троицкого общежительного монастыря. 19 января (1 февраля) 1910 года был уволен от должности благочинного мужских монастырей Пермской епархии.
11 (24) февраля 1911 года освобождён от должности настоятеля дачной церкви Пермского Архиерейского дома во имя Равноапостольного Великого Князя Владимира и святителя Тихона Задонского.
В 1913 года принимал участие в торжествах в Ныробе по случаю предполагавшейся канонизации Михаила Никитича Романова, дяди первого царя из династии Романовых, и 300-летия дома Романовых.
7 (20) июля 1916 создается Соликамское викариатство Пермской епархии, и викарные епископы становятся настоятелями Соликамского монастыря, а архимандрит Хрисанф — их наместником. В тот же день согласно прошению уволен от должности эконома.
24 декабря 1918 года епископ Соликамский Феофан (Ильменский) принял мученическую кончину в Перми. После занятия Перми войсками Колчака в конце декабря 1918 года архимандрит Хрисанф обследовал место казни епископа Феофана на Каме, вблизи мойки, за архиерейским домом, в проруби, нашёл на краю проруби книгу, ему принадлежавшую.
По воспоминаниям схимонахини Марии (Силиной), опубликованным в книге В. А. Костиной «К дивной светлости небесной» (2012), архимандрит Хрисанф осенью 1919 года служил в Крестовой церкви Пермского архиерейского дома. В декабре архимандрит Хрисанф заболел тифом, и схимонахиня Мария выхаживала его, увезя в Бахаревскую обитель. Весной 1920 года архимандрит Хрисанф возвратился в Соликамск.
30 января (12 февраля) 1925 года хиротонисан во епископа Соликамского, викария Пермской епархии. В январе 1926 года арестован властями и выслан в Пермь без права выезда. Вокруг епископа Хрисанфа, служившего в Мотовилихинском Свято-Троицком храме, собрались монашествующие закрытых монастырей епархии. Летом 1929 года в Перми участвовал в хиротонии Илии (Бабина) во епископа Кудымкарского, викария Пермской епархии. Епископы Хрисанф и Илия возглавили борьбу с обновленчеством в Пермской епархии.
Умер 15 октября 1931 года. Похоронен в Перми на Егошихинском кладбище на «старом кладбище» за алтарём Успенской церкви.

## Награды
- Серебряная медаль в память Императора Александра III на Александровской ленте.
- 23 ноября 1900 года — награждён набедренником.
- 6 мая 1913 года — награждён орденом Св. Анны 3-й степени.
- 27 июня 1917 года — удостоен благодарности Св. Синода с выдачей грамоты.